# كونستانتينو أوربييتا سوسا
كونستانتينو أوربييتا سوسا (بالإسبانية: Constantino Urbieta Sosa)‏ (12 أغسطس 1907 - 12 ديسمبر 1983) لاعب كرة قدم أرجنتيني ذو أصول باراغوايانية راحل كان يجيد اللعب في خط الوسط.
لعب طوال مسيرته الرياضية في أندية ناسيونال أسونسيون، تيغري، نادي سان لورينزو، وإستوديانتيس بوينس آيرس.
شارك مع منتخب الأرجنتين في بطولة كأس العالم 1934 في إيطاليا حيث خرج من الدور الثمن النهائي.

## وصلات خارجية
- كونستانتينو أوربييتا سوسا على موقع الاتحاد الدولي (مؤرشف)  (الإنجليزية)
- كونستانتينو أوربييتا سوسا على موقع قاعدة بيانات كرة القدم.إي يو (الإنجليزية)
- كونستانتينو أوربييتا سوسا على موقع ناشيونال فوتبول تيمز (الإنجليزية)
- كونستانتينو أوربييتا سوسا على موقع Soccerway.com (الإنجليزية)
- كونستانتينو أوربييتا سوسا على موقع عالم كرة القدم.نت (الإنجليزية)

- سيرة ذاتية